# Campionati giapponesi di ski cross 2019
I Campionati giapponesi di ski cross 2019 si sono svolti ad Kashimayari il 15 marzo. Il programma ha incluso sia la gara femminile che la gara maschile. 
Trattandosi di competizioni valide anche ai fini del punteggio FIS, vi hanno partecipato anche sciatori di altre federazioni, senza che questo consentisse loro di concorrere al titolo nazionale giapponese.

## Risultati

### Uomini
| Pos. | Atleta         | Nazione  |
| ---- | -------------- | -------- |
| 1    | Ryo Sugai      | Giappone |
| 2    | Satoshi Furuno | Giappone |
| 3    | Ippei Yoshigoe | Giappone |
| 4    | Tetsuya Furuno | Giappone |

### Donne
| Pos. | Atleta          | Nazione  |
| ---- | --------------- | -------- |
| 1    | Sachi Hirakawa  | Giappone |
| 2    | Yuka Nagoshi    | Giappone |
| 3    | Sakura Kamimura | Giappone |
| 4    | Eri Nakazawa    | Giappone |